# 1177. grenadirski polk (Wehrmacht)
1177. grenadirski polk (izvirno nemško 1177. Grenadier-Regiment; kratica 1177. GR) je bil pehotni polk Heera v času druge svetovne vojne.

## Zgodovina
Polk je bil ustanovljen 26. avgusta 1944 kot sestavni del 573. ljudskogrenadirske divizije; še v času oblikovanja so polk preimenovali v 728. grenadirski polk.